# Hans Janowitz
Hans Janowitz (2. prosince 1890, Poděbrady – 27. května 1954, New York) byl rakouský a český německy píšící básník, prozaik, publicista a scenárista židovského původu.

## Život
Hans Janowitz se narodil 2. prosince 1890 v Poděbradech jako jedno ze čtyř dětí Gustava Janowitze (1849–1923), podílníka v továrně na řepkový olej v Brandýse nad Labem, a Hermine, roz. Schükové (1866–1924), dcery advokáta z Červených Janovic. Janowitzův otec byl původně pianistou, navštěvoval pražskou konzervatoř, již musel předčasně opustit poté, co onemocněl tuberkulózou. Od té doby žil na venkově, kde převzal rodinný podnik, který později rozšířil o rafinérii na řepkový olej v Poděbradech. Jeho mladší bratr Franz Janowitz byl básník, další bratr Otto Janowitz byl hudebník a sestra Ella byla provdána za advokáta.
Janowitz vyrůstal v jazykově českém prostředí. Roku 1900 nastoupil na pražské německé gymnázium, odkud roku 1905 přestoupil na čtyřletou Pražskou obchodní akademii. Roku 1908 složil maturitu a odešel do Mnichova, kde pracoval v podniku obchodujícím s obilím a připravoval se na budoucí vedení rodinné firmy. Zároveň na mnichovské univerzitě navštěvoval přednášky z historie a sociologie.
Od dob studii psal a publikoval básně a krátké prózy v němčině. Pohyboval se mezi pražskými německy psajícími literáty, znal se s Franzem Kafkou, Franzem Werfelem a Maxem Brodem (publikoval v jeho ročence Arkadia). Přátelil se i s Egonem Erwinem Kischem. Roku 1912 odešel do Hamburku, kde se věnoval divadlu. V divadle Deutsches Schauspielhaus byl asistentem režie, hercem a autorem dramatu Ein Prager Fastnachtspiel aus dem Jahre z roku 1913.
Jeho divadelní kariéru přerušilo vypuknutí první světové války. Hans Janowitz bojoval jako důstojník na východní (haličské) frontě. Ve válce ztratil bratra Franze, což jej přivedlo k pacifismu.

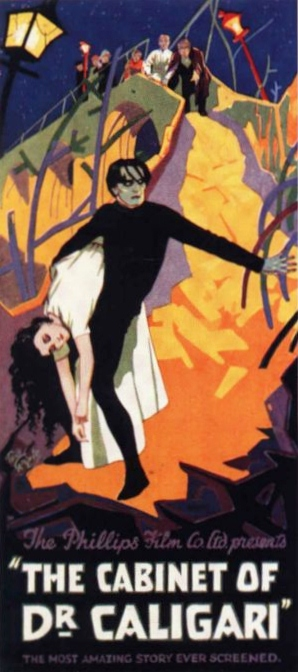
Dobový plakát k filmu Kabinet doktora Caligariho

Po válce žil v Berlíně, kde se zapojil do tamního kulturního života. Prosadil se jako autor řady filmových scénářů. Mimo jiné byl (s Carlem Mayerem) spouautorem scénáře filmového hororu Kabinet doktora Caligariho z roku 1920. Dva filmy podle jeho scénáře naročil rovněž Friedrich Wilhelm Murnau. Janowitz se věnoval také divadlu. Společně s Emilem Arturem Longenem spoluzaložil známý berlínský kabaret Wilde Bühne, fungující od září 1921 v suterénu divadla Theater des Westens. Pro Wilde Bühne také psal tzv. asfaltové balady, později vydané knižně.
Roku 1923 se Hans Janowitz kvůli smrti svého otce vrátil do Poděbrad, kde převzal vedení rodinného podniku. Jeho přičiněním olejna prosperovala a výroba v její poděbradské filiálce byla významně rozšířena.
I po návratu do Poděbrad Janowitz pokračoval ve svém literárním díle. Roku 1923 dokončil román Jazz, ve kterém zúročil roky života v pulzující německé metropoli. Roku 1928 také vydal básnickou sbírku věnovanou památce svého bratra Franze.
Po německé okupaci roku 1939 se Janowitz jako Žid v obavě o další existenci rozhodl emigrovat do USA (o rok dříve do USA odešel i jeho bratr Otto). V kultuře se mu však prosadit nepodařilo. Zpočátku se v Hollywoodu neúspěšně pokusil restartovat svou filmařskou kariérou remakem hororu Kabinet Dr. Caligariho, tentokrát pojatého jako alegorie nacistického Německa. Vydavatele si nenašla ani jeho literární práce. Když neuspěl, usadil se v New Yorku, založil firmu na výrobu parfémů a začal se politicky angažovat, například v židovské organizaci HIAS (Hebrew Sheltering and Immigrant Society).
Po válce se Janowitz nesměl vrátit do Československa. Přestože část jeho rodina byla oběti holokaustu (např. sestra Ella), úředně byl jakožto německy mluvící Žid považován za Němce. Přitom ještě v 50. letech Janowitz psal část své korespondence česky a podepisoval se Hanuš. Roku 1950 Janowitz získal americké občanství. V USA žil až do své smrti roku 1954.

## Dílo

### Film
Filmy ke kterým napsal scénář.
- Das Cabinet des Dr. Caligari (1920) – scénář
- Der Januskopf (1920) – scénář
- Ewiger Strom (1920) – scénář
- Zirkus des Lebens (1921) – scénář
- Die schwarze Pantherin (1921) – scénář
- Die schwarze Pantherin (1921) – scénář
- Die Geliebte Roswolskys (1921) – scénář
- Die rote Redoute (1921) – scénář
- Marizza, genannt die Schmuggler-Madonna (1922) – scénář
- Das brennende Geheimnis (1923) – scénář, herec

### Divadlo
- Ein Prager Fastnachtspiel aus dem Jahre 1913 – drama (1913)